# Batalles de Rjev

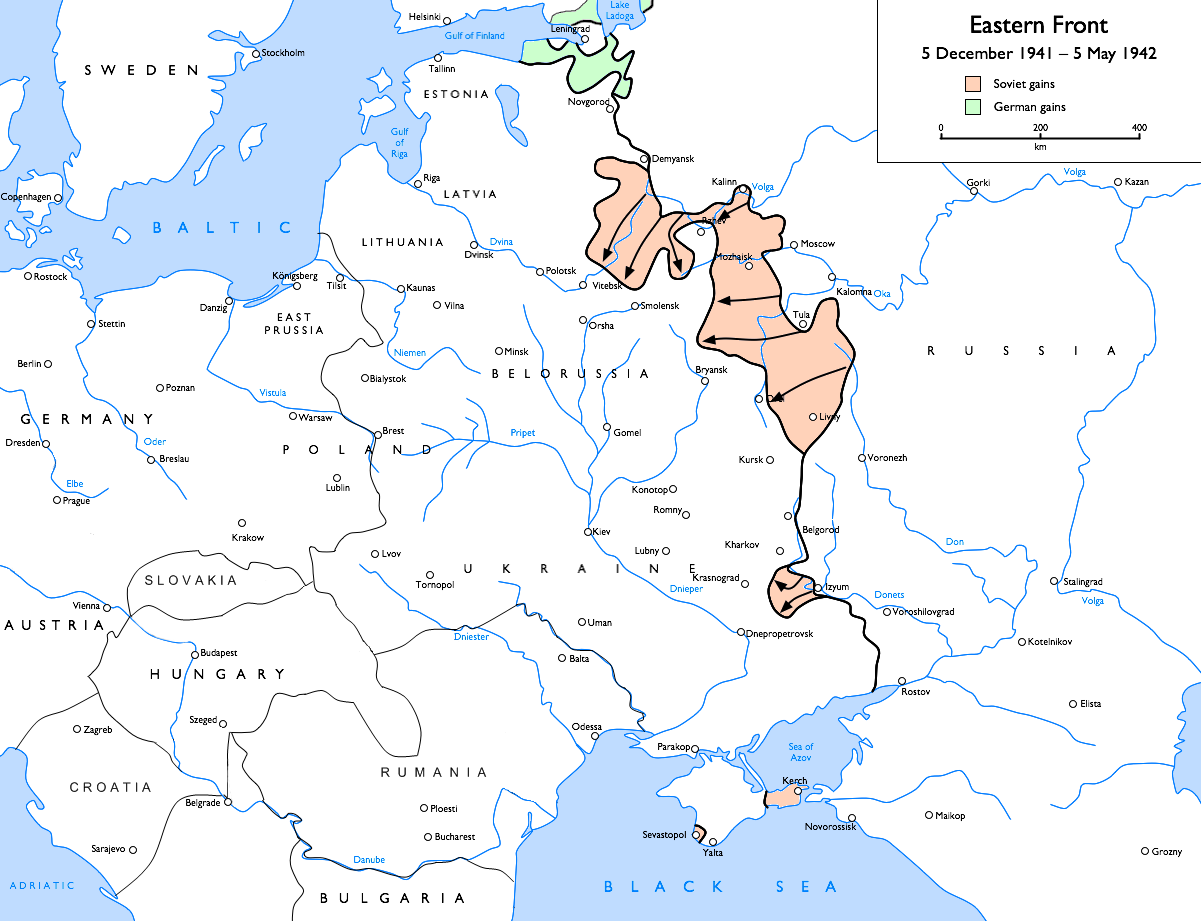
La formació del sortint de Rjev durant l'hivern de 1941-42)

Les Batalles de Rjev (Rus: Ржевская битва) és un terme general per referir-se a una sèrie d'ofensives durant la Segona Guerra Mundial que es llançaren entre el 8 de gener de 1942 i el 22 de març de 1943 per l'Exèrcit Roig en direcció de Rjev, Sichiovka i Viazma contra el sortent que tenia l'Alemanya a la rodalia de Moscou, conegudes com la "picadora de carn de Rjev" ("Ржевская мясорубка"), per les grans pèrdues que hi hagué.
Aquesta part de la Gran Guerra Patriòtica va ser pobrament cobert per la historiografia militar soviètica, i gairebé el seu coneixement data des de la dissolució de la Unió Soviètica, quan per fi els historiadors van poder accedir a documents reveladors. Les dates exactes de les batalles en particular, els seus noms, significat o pèrdues s'han perdut o mai no han estat prou ben clarificats.
Un recordatori d'aquestes batalles sense nom és un poema d'Aleksandr Tvardovsky, que conté una frase ben evocadora: "Em van matar prop de Rjev..." (Я убит подо Ржевом, (1945-1946)).
Les operacions principals que s'han pogut identificar són conegudes com la Primera Ofensiva Rjev-Viazma, la Primera Ofensiva Rjev-Sichiovka, la Segona Ofensiva Rjev-Sichiovka (nom clau "Operació Mart") i la Segona Ofensiva Rjev-Viazma.

## Història
Durant la contraofensiva soviètica de l'hivern de 1941 i la Primera Ofensiva Rjev-Viazma d'entre gener-abril de 1942 (una de les ofensives soviètiques més sanguinolentes), les forces alemanyes van ser allunyades de Moscou. Com a resultat, es formà un sortent a la línia del front en direcció a la capital, que va ser conegut com el "Sortent Rjev-Viazma". Era estratègicament important pel Grup d'Exèrcits Centre alemany, donada l'amenaça que representava per Moscou, per la qual cosa va ser fortificat a consciència i fortament defensat.
Les forces soviètiques del Front de Kalinin i el Front Occidental atacaren als alemanys a l'oest de Rjev al gener, però per una mala ruta de subministrament les tropes dels Exèrcits Soviètics 22è, 39è i 29è van quedar encerclades. Per eliminar aquesta amenaça a la rereguarda del 9è Exèrcit alemany, aquests iniciaren l'Operació "Seydlitz" el 2 de juliol. Aquesta operació finalitzà amb la completa eliminació de les tropes soviètiques atrapades el 12 de juliol.
Entre juliol i octubre les forces soviètiques van fer múltiples intents de trencar el sortent, però tornaren a fracassar. La línia del front, això no obstant, s'apropà més a la ciutat de Rjev. Durant aquest període la ciutat de Subzow tornà a mans soviètiques.
La nova Ofensiva Rjev-Sichiovka de novembre-desembre de 1942, amb nom clau "Operació Mart", va ser tan sanguinolenta com la primera, i també fracassà, però els soviètics van tenir ocupades forces alemanyes que podrien haver estat emprades per intentar ajudar i rellevar la guarnició de Stalingrad. La informació sobre l'ofensiva va arribar als alemanys per un doble agent de l'NKVD com a part per distreure les forces alemanyes de Stalingrad.
Tanmateix, donat el curs general de la guerra, Hitler ordenà a les forces alemanyes que abandonessin la posició al març de 1943, durant l'Operació "Buffel". Això es transformà en una persecució soviètica dels alemanys en retirada.

## Pèrdues
Si bé les xifres no estan clares, es calcula que els soviètics van perdre entre 500.000 i 1.000.000 d'homes durant les batalles de Rjev.
Les pèrdues alemanyes s'estimen entre 300.000 i 450.000 homes.